# Le Dossier Chelsea Street

Le Dossier Chelsea Street est une pièce de théâtre policière de Walter Weideli, adaptée une première fois à la télévision en 1961 par Claude Goretta pour la Télévision suisse romande (TSR), puis en 1962 par Marcel Bluwal à la télévision française.

## Synopsis
Trois personnages, un seul décor, une action intériorisée... À Londres, en 1927, un père est soupçonné d'avoir empoisonné son enfant de trois ans. Crime ? Négligence ? Accident ? Le policier, chargé d'instruire le dossier George Steward, domicilié à Chelsea Street, essaye de comprendre ce qui s'est passé. Il cherche des motifs politiques. En effet, Steward, architecte idéaliste, ne déteste-t-il pas secrètement son beau-père, politicien "opportuniste" ? N'a-t-il pas cherché à lui nuire en créant un monstrueux scandale? Tout oppose ces deux hommes : conception de la vie, sens des valeurs, condition sociale, fortune. Soudain un second policier entre et murmure à l'oreille de son collègue quelques mots. Tous deux s'éloignent et laissent le prisonnier seul, anxieux.

## Adaptations télévisées
- 1961 : Le Dossier Chelsea Street, téléfilm suisse réalisé par Claude Goretta, diffusé en Suisse en 1961.
- 1962 : Le Dossier Chelsea Street, téléfilm français réalisé par Marcel Bluwal, diffusé pour la première fois en France en 1962.
- 1964 : Le Dossier Chelsea Street, téléfilm québécois réalisé par Jean Faucher, dans le cadre de la série Théâtre d'une heure, diffusé pour la première fois en 1964 à Radio-Canada.

## DVD et Blu-ray
La version de Marcel Bluwal a été éditée en DVD par l'INA en 2015, dans le cadre de la collection DVD « les inédits du polar ».